# Blindenschrift

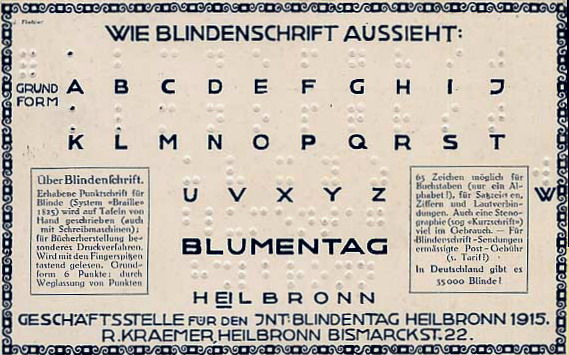
Brailleschrift-Postkarte zum Int. Blindentag 1915 (u. a. mit Braillealphabet)

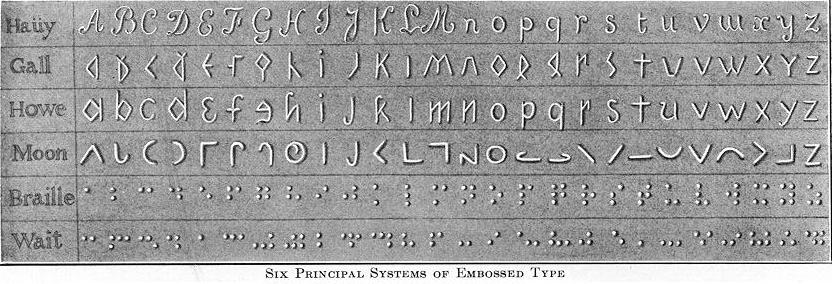
Gegenüberstellung verschiedener Schriften

Übersicht Moonalphabet

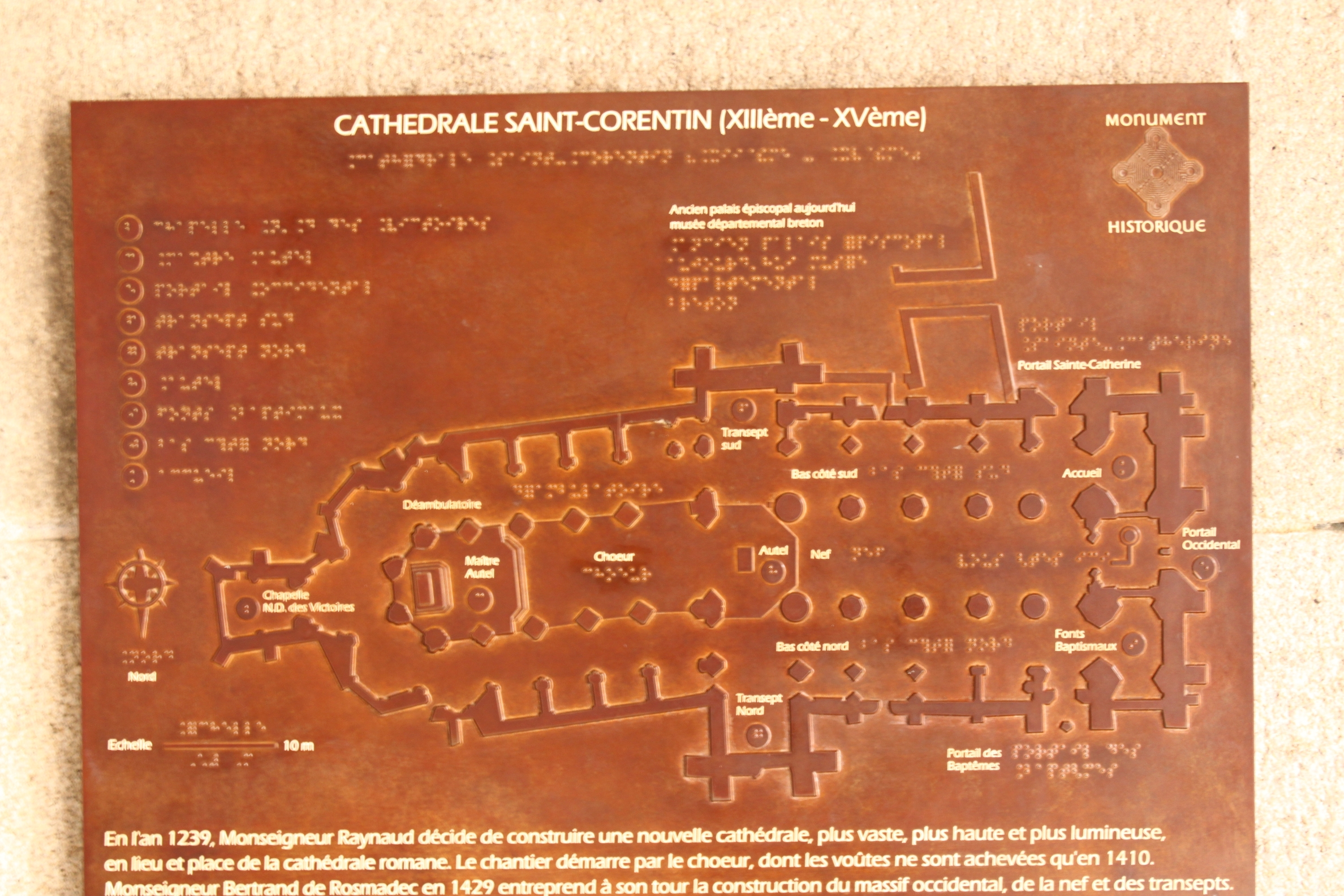
Metalltafel mit erhabener Darstellung des Grundrisses mit Achsknick der Kathedrale St. Corentin in Quimper mit Erklärungen in Normalschrift und Blindenschrift

Als Blindenschrift werden übergreifend Systeme von Schriftzeichen bezeichnet, die von Blinden gelesen werden können. Das Lesen erfolgt dabei mit dem Tastsinn der Finger, mit denen die erhabenen Strukturen der Zeichen von ihrer planen Umgebung unterschieden und identifiziert werden können. Es existieren verschiedene solcher Systeme von Blindenschriften, von denen die im Jahr 1825 von Louis Braille entwickelte Brailleschrift am weitesten verbreitet ist.
Viele dieser Schriftsysteme für Blinde sind dabei gut durchdacht, haben aber oft den Nachteil, dass sie von Sehenden für Erblindende, wie das Moonalphabet, entworfen wurden. Nicht so bei der Brailleschrift, die von ihrem Namensgeber, der selbst blind war, für blinde Menschen als ein für sie praktikables Schriftsystem entwickelt wurde. Die Blindenschrift besteht aus 6 möglichen Punkten, die in drei Zeilen und 2 Spalten angeordnet sind.
Zur Abgrenzung von Blindenschriften verwendet man häufig für die Schrift der Sehenden den Begriff Schwarzschrift.

## Grundsätzliche Ausführungen
Es gibt zwei grundsätzliche Richtungen der Blindenschrift:
- Reliefschrift, bei der die normalen lateinischen Buchstaben oder vereinfachte grafische Muster tastbar gemacht werden (z. B. das Moonalphabet), und die
- Punktschrift, die die Buchstaben in einem Punkte-Raster nachbildet oder in einen Code übersetzt.

## Punktschrift
Punktschriften sind Schriften, die aus erhabenen, aus dem Material heraustretenden und damit fühlbaren Punkten bestehen. Die erste dieser aus ertastbaren Punkten und Strichen bestehende Schrift war von Francesco Lana Terzi bereits 1670 entworfen worden, sie wurde allerdings nie verwendet. Charles Barbier entwickelte 1815 seine, militärischen Zwecken dienende, Nachtschrift, die im Dunklen lesbar sein sollte. Da diese Schrift beim Militär nicht ankam, bot sie Barbier in der Pariser Blindenschule an.
Der Begriff Punktschrift wird synonym für die normale Brailleschrift, die sechs Punkte verwendet, benutzt. Diese ist mit Abstand die am weitesten verbreitete und bekannte Punktschrift, daneben gibt es aber noch andere Punktschriftsysteme. Bevor Brailleschrift sich allgemein durchsetzte, war in Nordamerika das von William Bell Wait entwickelte New York Point (auch kurz als Wait bezeichnet) verbreitet. Des Weiteren hat Computer-Braille, das ein 8-Punkte-System verwendet, um leichter Großbuchstaben und Sonderzeichen darstellen zu können, oder die 7-Punkt- und 8-Punkt-Blindenstenographie Verbreitung erlangt. „Computer-Braille“ wird vor allem von Braillezeilen benutzt, mit denen Blinde den Inhalt eines Computer-Bildschirmes auslesen können.
Die Brailleschrift wird mit speziellen Brailledruckern oder Punktschriftmaschinen zu Papier gebracht. Der Platzbedarf der Punktschriftsysteme ist enorm, denn die Zeichen sind größer als in der Schwarzschrift. Auch das Papier muss viel dicker sein, um dauerhaft geprägt werden zu können. So umfasst der Duden in Punktschrift 18 Bände.
Es ist immerhin möglich, die Seiten bei maschineller Herstellung beidseitig zu prägen, denn die Finger spüren nur die Erhebungen, nicht aber die Vertiefungen. Dazu müssen die Zeichen von Vorder- und Rückseite um ein Geringes gegeneinander versetzt sein, um nicht bereits hervorgedrückte Punkte der einen Seite von der anderen Seite her wieder einzudrücken. Um die Nachteile durch das hohe Gewicht von Braille-Drucksachen im Briefverkehr auszugleichen, transportiert die Deutsche Post AG Sendungen in Brailleschrift portofrei (Kennzeichnung: Blindensendung / Cécogramme).
Die Verbreitung der Punktschrift nimmt weiter zu. So müssen gemäß der 12. AMG-Novelle (Arzneimittelgesetz) seit 2004 in Deutschland alle Pharmaverpackungen auch mit Blindenschrift versehen sein.

### Erstellen von Punktschrift
Analog zur Schwarzschrift, die zum Beispiel permanent durch Handschrift oder Druck auf Papier oder temporär auf Displays und Bildschirmen dargestellt wird, kann auch Punktschrift temporär mit Braillezeilen oder dauerhaft in Papier/Karton geprägt dargestellt werden.
Die permanente Darstellung erfolgt in der Regel auf Karton bzw. etwas dickerem Papier. Weitere Möglichkeiten sind Metallplatten mit Punktschrifthinweisen in Fahrstühlen oder Kunststofffolien zur Etikettierung. Es gibt verschiedene Arten, Punktschrift (insbesondere Brailleschrift) permanent zu schreiben:

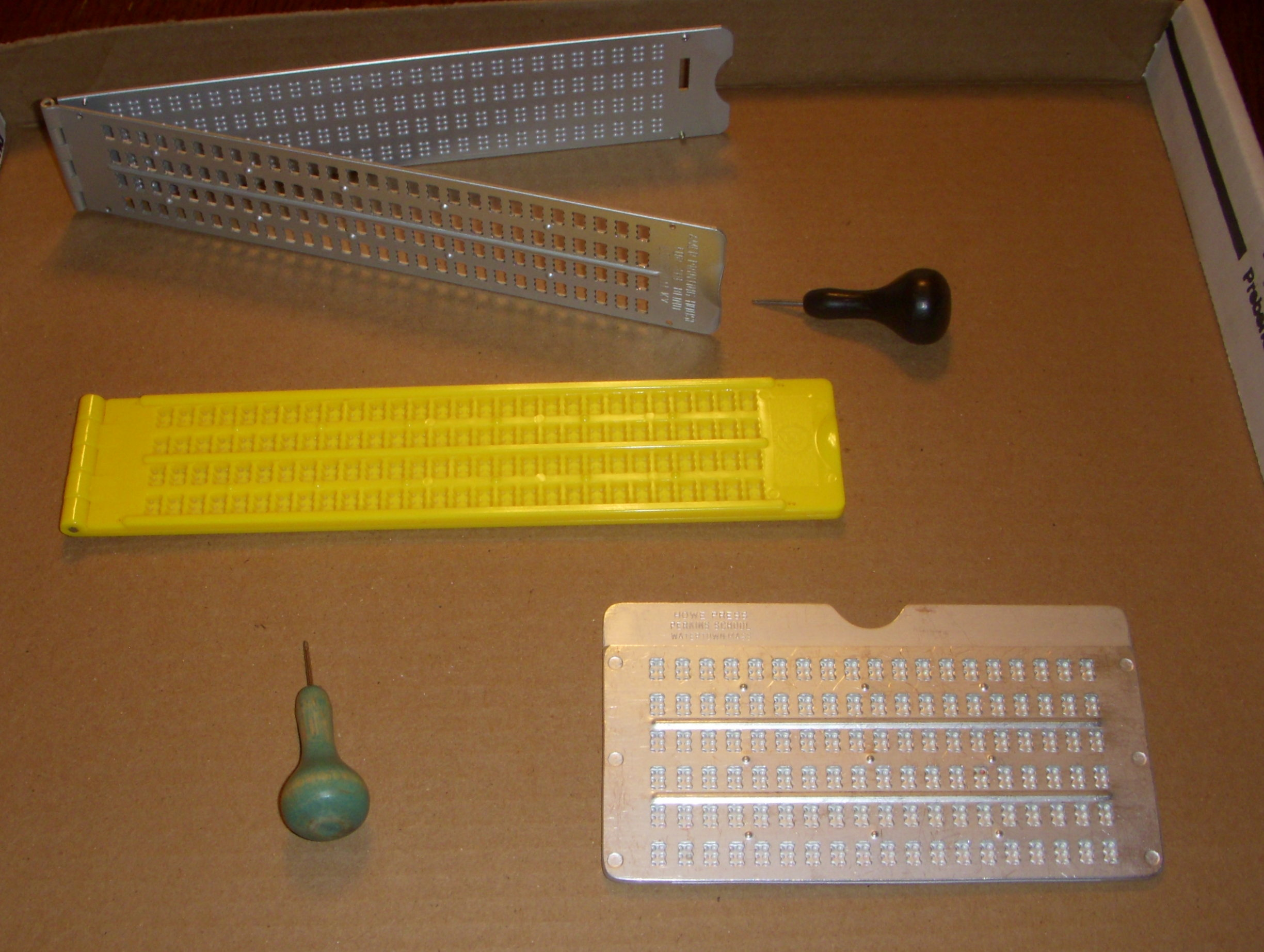
Verschiedene kleine Punktschrifttafeln zum Erstellen von Notizen und Karteikarten (hier in den Größen 4 × 28 und 6 × 19 Zeichen)

- Punktschrifttafel: Mit einem Griffel drückt man die Blindenschriftbuchstaben von der Rückseite aus in das Papier. Diese sind noch weit verbreitet, weil sie viele Vorteile bieten (handlich für unterwegs, sehr robust). Vermutlich hat die Punktschrifttafel der Punktschrift gegenüber der Reliefschrift zum Durchbruch verholfen, weil so sehr leicht Dokumente erstellt werden konnten. Bei Reliefschrift ist dies wesentlich aufwändiger.
- Punktschriftmaschine: Jeder Taste ist ein Punkt des Blindenschriftbuchstabens zugeordnet. Die Tasten, die zur Erzeugung eines Buchstabens nötig sind, werden gleichzeitig gedrückt.
- Brailledisplays: Eingabe der Buchstaben erfolgt entweder über sechs oder bei Computer-Braille acht Tasten ähnlich wie bei der Punktschriftmaschine oder direkt über eine angeschlossene Computer-Tastatur (jedem Buchstaben ist eine Taste zugeordnet). Die Ausgabe der Braille-Zeichen erfolgt dynamisch über die Braille-Zeile.

### Blindenschrift in öffentlichen Einrichtungen und Bahnhöfen

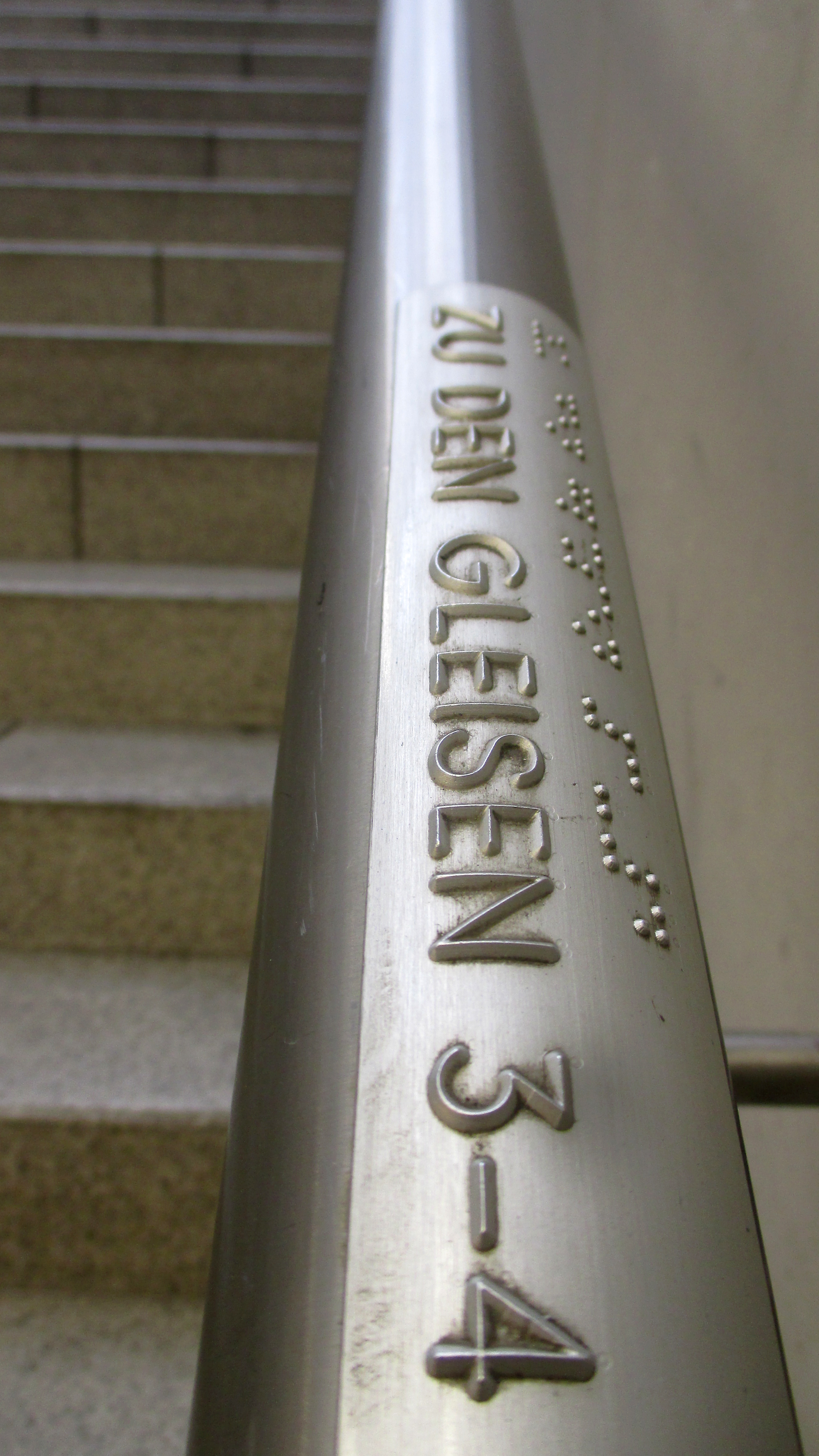
Blindenschrift im Handlauf Hauptbahnhof Dresden

Die Deutsche Bahn stattet viele Handläufe der Bahnhöfe mit Blindenschrift aus. Auch in einigen Einkaufszentren findet sich Blindenschrift beispielsweise auf Informationstafeln oder Lageplänen.